# 爱沙尼亚裔阿根廷人
爱沙尼亚裔阿根廷人是具有爱沙尼亚血统的阿根廷公民或移民到阿根廷的爱沙尼亚人。阿根廷是美洲第四大爱沙尼亚社区的所在地，仅次于美国、加拿大和巴西。

## 历史
像他们的波罗的海邻国一样，爱沙尼亚人有大量的侨民，尤其是在第二次世界大战之后产生的。全世界约有110万爱沙尼亚人，其中93万人居住在爱沙尼亚，占总数的85%，其余15%主要分布在芬兰、美国、加拿大、巴西、瑞典和俄罗斯。在阿根廷、澳大利亚、奥地利、巴西、加拿大、英国、芬兰、法国、德国、挪威等20多个国家有爱沙尼亚人有组织的团体。
大多数爱沙尼亚人和他们在拉丁美洲的后代都在阿根廷（主要在布宜诺斯艾利斯）和巴西（圣保罗是主要目的地），那里的小社区仍在继续运作。